# Euteleostomi
Euteleostomi je uspešna klada koja uključuje više od 90% živih vrsta kičmenjaka. Euteleostomes su poznati i kao „koštani kičmenjaci“. Obe glavne podgrupe su danas uspešne: Actinopterygii uključuje većinu postojećih vrsta riba, a Sarcopterygii tetrapode.
„Osteichthyes“ u smislu „koštani kičmenjaci“ sinonim je za Euteleostomi, iako se u Lineovoj taksonomiji naziv (što doslovno znači „koščate ribe“) tradicionalno odnosi na parafiletsku grupu sa izuzetkom tetrapoda. Ime Euteleostomi nastalo je kao monofiletska alternativa koja nedvosmisleno uključuje žive tetrapode i široko se koristi u bioinformatici.
Termin Euteleostomi potiče od Eu-teleostomi, gde „Eu-” potiče od grčkog εὖ što znači dobro, tako da se klada može definisati kao živi teleostomes.

## Klasifikacija
Euteleostomi sadrže sledeće podgrupe:

## Spoljašnje veze
- Gnathostomata at the Tree of Life Архивирано на веб-сајту  (6. март 2021)